# باغلق (جرغلان)
باغلق (بالفارسية: باغلق) هي مستوطنة تقع في إيران في قسم جرغلان الريفي. يقدر عدد سكانها بـ 1,924 نسمة .